# TopHit
TopHit ist ein Online-Musikportal, die das Radio-Airplay überwacht, neue Songs testet und im Radio verbreitet, Radio- und Internet-Charts veröffentlicht und Spenden für Künstler sammelt. Zu den treuen Nutzern und Partnern von TopHit gehören mehr als 5.700 Künstler, Bands, DJs und Dutzende von Plattenfirmen, darunter Warner Music Group, Universal Music Group, Sony Music Entertainment, BMG Entertainment, Black Star, Velvet Music und andere.
Derzeit werden über 90 Prozent der Radiohits und über 60 Prozent der YouTube- und Spotify-Hits zusammen mit brandneuen Songs über TopHit an Radiosender gesendet. Die Dienste der Plattform sind für 1.070 Radiosender und 75 Fernsehsender in 38 Ländern verfügbar, darunter Russland, die Ukraine, die GUS und europäische Länder, der Nahe Osten, die Vereinigten Staaten und Kanada. Die wöchentliche Einschaltquote der TopHit-Partnersender liegt bei über 200 Millionen Zuhörern und Zuschauern. TopHit wird oft als Datenquelle für die Popularität eines bestimmten Künstlers in Russland und den GUS-Ländern genutzt.
Universal Music hat TopHit zur wichtigsten Website für die Überwachung der russischen Radiowellen ernannt. Experten weisen darauf hin, dass TopHit in erster Linie ein professionelles Werkzeug für Musiker, Verleger und Rundfunkanstalten ist, und erst dann ein Produkt für das Massenpublikum.
Im Rahmen der jährlichen hauseigenen Top Hit Music Awards feiert das Projekt die besten Künstler im Radio, auf YouTube und Spotify sowie die beliebtesten Hits aus dem Radio-Airplay und dem Internet.

## Geschichte
Die Idee für das TopHit-Projekt stammt von der 1978 gegründeten sowjetischen Musikband Dialog. Die Mitglieder der Band Kim Breitburg, Ewgeni Fridlyand und Wadim Botnariuk erfanden ein System zur Suche nach jungen talentierten Musikern und deren Förderung durch Partner-Radiosender. In den 1990er Jahren nahmen über 50 Sender teil, deren Hörer für die besten neuen Künstler stimmten. Die bisher bekanntesten von ihnen sind Nikolai Trubach, Konstantin Meladse und Waleri Meladse.
Wadim Botnariuk arbeitete bei einem der Radiosender und schloss sich 2002 mit seinem Kollegen Igor Kraev zusammen, um das Internet für die Künstlersuche und die Abstimmung über neue Hits zu nutzen. Mit Hilfe des Plattenlabels ARS Records, das von Igor Krutoi geleitet wird, richteten sie einen Internetdienst für diesen Zweck ein. Anfang 2003 nannten sie ihn mp3fm.ru.
Anfangs arbeitete die Website mit über 50 lokalen Radiosendern, vielen neuen Künstlern und einigen Größen des russischen Showbusiness wie Aljona Swiridowa, Wladimir Kusmin, Leonid Agutin, Alla Pugatschowa, Murat Nasjow und Ilja Lagutenko zusammen. Am 1. November 2003 wurde die Domain mp3fm.ru abgefangen und neu registriert. Das Team wertete dies als Firmenüberfall und gründete eine neue Domain und die Marke TopHit.ru.
Im Januar 2004 wurde die erste jährliche Hitliste (für 2003) veröffentlicht. TopHit stellte fest, dass der beliebteste Song bei den russischsprachigen Hörern „Ocean and Three Rivers“ von Waleri Meladse und VIA Gra war. Zu dieser Zeit begannen die großen Radiosender, sich anzuschließen: Russkoje Radio Ukraine und die internationale Holding Europa Plus. Kurz darauf folgten AvtoRadio, Love Radio, Radio Maximum, Nashe Radio und andere.
Das erste TopHit Live! Konzert fand im April 2004 in Moskau statt. Im Jahr 2005 wurde TopHit Partner der Plattenfirmen Sony Music Entertainment, Universal Music und Warner Music. Im Jahr 2006 überstieg die Zahl der Partner-Radiosender 400. 2007 erhielt TopHit den professionellen Popov Award für den „großen Beitrag zur Entwicklung des russischen Radios im Ausland“. Ebenfalls seit 2007 begann TopHit, Musikvideos zu verarbeiten.
Im Januar 2008 wurde einer der Gründer, Wadim Botnariuk, von unbekannten Kriminellen in der Nähe seines Hauses in Moskau ermordet.
2010 startete TopHit seinen ukrainischen Zweig mit der Registrierung der Marke. Ebenfalls 2010 wurde alle neue Musik für Radios im unkomprimierten .wav-Format verfügbar. 2010 war auch das Jahr, in dem die TopHit Chart Online-Shows eingeführt wurden. Im April 2010 veranstaltete TopHit ein Konzert in Kiew, Top Hit Live! mit Switlana Loboda, Gaitana, Aljona Winnytska und anderen Stars der ukrainischen Popszene.
2011 veröffentlichte Igor Kraev seine erste Analyse der Radioszene in Russland auf der Grundlage der umfangreichen Statistiken von TopHit.
Im Januar 2012 wurden zum ersten Mal die endgültigen TopHit Ukraine-Radiocharts für 2011 veröffentlicht. Die beliebtesten Künstler im ukrainischen Radio waren Vera Breschnewa, Potap, Yolka und Ani Lorak. Die meistgespielten Hits waren „Petals of Tears“ von Dan Bălan & Vera Breschnewa, „Real Life“ von Vera Breschnewa und „You're the Best“ von Vlad Darwin & Alyosha.
Im Jahr 2013 wurden zum ersten Mal die Top Hit Music Awards verliehen. Gleichzeitig wurde die Top Hit Hall of Fame ins Leben gerufen. 2015 ging TopHit eine Partnerschaft mit Google ein, um YouTube-basierte Musikcharts zu produzieren: YouTube Russland und Radio & YouTube Russland. Im darauffolgenden Jahr wurden Musikvideocharts zusammen mit den Charts Top 100 Radio & YouTube Artists Russia, Top 200 Radio & YouTube Hits Russia hinzugefügt.
Im Jahr 2017 wurde der TopHit Spy Service eingeführt, um Musik auf Partnerradios automatisch zu überwachen (zu diesem Zeitpunkt waren es über 800 Stationen). Im Jahr 2019 waren es mehr als 1000 Stationen und die Geographie des Projekts wurde auf 30 Länder in Europa, Asien, dem Nahen Osten und den USA erweitert. Das eigene Plattenlabel von TopHit nahm ebenfalls 2019 seine Arbeit auf.
Im Januar 2019 veröffentlichte TopHit zum ersten Mal die jährlichen YouTube Ukraine Charts: die Künstler- und Video-Charts sowie die Radio & YouTube Ukraine Charts. Der größte Hit dieser Charts war der Song „Plakala“ von Kazka.
Im Jahr 2020 wurde das Zahlungsverfahren TopHit Pay eingeführt. Sein Hauptzweck ist das Sammeln von Spenden für Musiker. 2021 ging TopHit eine Partnerschaft mit dem Streaming-Dienst Spotify ein, um weitere Charts anbieten zu können.
November 2021: TopHit veröffentlicht die 1. Ausgabe der Top Hit Chart Ukraine. Die Moderatorin der ersten Ausgabe war Jerry Heil. In den nächsten Ausgaben werden neben Jerry Heil auch Artem Pivovarov, MamaRika, Anna Trintscher und andere Stars der ukrainischen Szene zu Gast sein.
Im März 2023 fand die Präsentation des erneuerten Einzelportals auf der Domain tophit.com statt.

## Funktionsprinzipien
TopHit ist ein Aggregator, Vertragshändler und Veranstalter von digitalen Musikinhalten. Autoren, Künstler, Produzenten, Plattenfirmen, laden ihre neuen Werke, Tonträger und Videoclips auf TopHit hoch. Radiosender und Fernsehsender testen die neuen Songs, laden die ihrer Meinung nach vielversprechenden Titel herunter und nehmen sie in die Rotation auf. TopHit ermöglicht es den Labels, neue Titel, Künstler und Autoren aufzuspüren und dann mit den interessantesten von ihnen Verträge abzuschließen.
TopHit nutzt seinen eigenen TopHit Spy-Dienst, um die Partner-Radiosender rund um die Uhr zu überwachen und Rotationsstatistiken zu erstellen. Auf der Grundlage dieser Statistiken werden zusammenfassende Radiokarten veröffentlicht. Die Plattform veröffentlicht auch die Charts von YouTube und Spotify. TopHit stellt Rechteinhabern wie Künstlern, Autoren, Musikverlagen und Plattenfirmen detaillierte Rotationsdaten für jeden Titel zur Verfügung.

### Zusammenstellung und Vertrieb von Musikinhalten
Eine der Hauptaufgaben von TopHit besteht darin, neue Radiohits zu sammeln und an die Radiosender zu verteilen. Seit 2007 vertreibt TopHit auch Musikvideos im Fernsehen. Am 1. November 2021 besteht die TopHit-Audiothek aus mehr als 150 Tausend Radiohits, von denen 50 % in Englisch, 45 % in Russisch und etwa 5 % in anderen europäischen Sprachen sind. Die TopHit-Musikvideodatenbank enthält mehr als 10 Tausend Videoclips. Derzeit laden die Rechteinhaber (Autoren, Künstler, Gruppen, DJs und Plattenfirmen) täglich bis zu 5 neue Musikvideos und 25–30 neue Songs auf TopHit hoch. Erfolgreich getestete Neuheiten werden den Partner-Radiosendern von TopHit zum Download zur Verfügung gestellt und in die Radiosendungen eingebunden.

### Neue Songs testen
Seit 2009 hat TopHit Online-Tests für alle Musikinnovationen eingeführt. Die Tests werden von den Musikredakteuren der TopHit-Partner-Radiosender durchgeführt. Je nach Testergebnis wird über die weitere Platzierung des Titels auf TopHit und die Promotion im Radio entschieden. Seit 2021 werden die Tests kontinuierlich durchgeführt (Pre-Test vor der Ausstrahlung eines Titels und dann On-Air-Test); die aktuelle Bewertung jedes Titels wird auf einer 10-Punkte-Skala gemessen; der Grad der Übereinstimmung zwischen dem Format des getesteten Titels und dem Tester wird automatisch berücksichtigt. Die endgültige Bewertung jedes Titels wird anhand von mehr als 10 Faktoren mit unterschiedlicher Gewichtung berechnet. Das Testverfahren besteht darin, sich eine kurze Version eines neuen Titels anzuhören und dann eine Bewertung nach „gefällt mir“ oder „gefällt mir nicht“ abzugeben. Die Punkte, die eine Strecke während des Vorabtests (vor der Ausstrahlung) erhält, unterliegen einer „Inflation“, d. h. sie werden abgewertet und nach einigen Monaten wieder auf Null gesetzt. Gleichzeitig werden „On-Air“- und „Viewing“-Punkte für jeden Song gesammelt, der im Fernsehen und auf den Streaming-Plattformen ausgestrahlt wird. Daher erhalten die Titel, die am meisten gespielt, auf YouTube angesehen und auf Spotify angehört werden, die höchsten Bewertungen.

### TopHit-Musik-Charts
Im Januar 2004 veröffentlichte TopHit seine erste monatliche (Dezember) Top-Radio-Hits-Hitparade und eine jährliche Hitparade der Radiosingles und der beliebtesten Künstler im Radio. Laut TopHit war der beste Titel des Jahres 2003 im Radio in Russland und der GUS der Song 'Ocean and Three Rivers' von Waleri Meladse und der Band VIA Gra. Von 2003 bis 2016 basierten die Statistiken, auf deren Grundlage TopHit die Radiocharts berechnete und veröffentlichte, auf den wöchentlich von den Radiosendern selbst an TopHit gesendeten On-Air-Meldungen. Anatoly Veizenfeld und Mikhail Sergeev von der Zeitschrift Zvukorezhissyor schrieben: “Das ist die Art und Weise, wie das Feedback von den Sendern in diesem Projekt kommt, und es erlaubt ihnen, die Daten über jede Liedrotation auf Sendung zu erhalten”.
Im Jahr 2017 schloss TopHit digitale Mehrkanaltuner an, startete ein separates On-Air-Monitoring in Moskau, St. Petersburg und Kiew und begann mit dem Einsatz von Audioerkennung zur Erkennung der Wiedergabelisten von Radiosendern. Parallel dazu wird ein System zum Lesen von Metadaten in den Internet-Spiegeln von FM-Radiosendern verwendet. Die Zahl der Partner-Radiosender ist auf tausend gestiegen. Seit 2015 veröffentlicht TopHit auch YouTube-Charts sowie eine kombinierte Radio- und YouTube-Chart. Im Dezember 2021 beginnt TopHit damit, die Hördaten von Titeln auf Spotify sowie die Statistiken zur Titelrotation im russischen öffentlichen Raum in die kombinierten Charts aufzunehmen. Seit 2019 nutzt TopHit ein eigenes Titelerkennungssystem für Top Hit Spy Audiostreams. Zusätzlich zu den zusammengesetzten Charts werden wöchentliche Charts für Moskau und Kiew, monatliche Charts (insgesamt sowie für die angegebenen Städte) und jährliche Charts (insgesamt, für die angegebenen Städte und getrennt nach Künstlern) veröffentlicht.
Seit 2021 veröffentlicht TopHit neben den kombinierten (All Media) Charts auch separate Radio-Charts, YouTube-Charts, Spotify-Charts und Track-Rotation-Statistiken für den öffentlichen Raum in Russland und den GUS-Staaten. Professionelle Nutzer der Plattform können auch auf die Charts aller Radiosender zugreifen, deren Sendungen von TopHit überwacht werden. Alle von TopHit veröffentlichten Charts werden je nach Aktualisierungsintervall in Wochen-, Monats-, Quartals-, Jahres- und Zehntages-Charts unterteilt. Die TopHit-Musikstatistiken sind in Russland (einschließlich Moskau) und der Ukraine (einschließlich Kiew) sowie in den GUS-Ländern und Osteuropa am umfassendsten.
Über die letzten Jahrescharts von TopHit wird in der Regel in der Presse berichtet.

#### TopHit Chart, TV- und Radiosendungen
Auf der Grundlage der Daten des Portals strahlte der Sender MUS-TW von 2010 bis 2013 die Fernsehsendung Top Hit Chart aus, in der dreißig der in Russland und der GUS im Radio beliebtesten Lieder vorgestellt wurden. Laut Advertology.ru gehörte die Sendung mit einem durchschnittlichen Marktanteil von 3,7 % und einer Bewertung von 0,7 % zu den 10 beliebtesten TV-Musiksendungen.
Die russischsprachige Version des Programms wird derzeit wöchentlich auf mehr als 50 Radiosendern in Russland und den Ländern der ehemaligen Sowjetunion ausgestrahlt. Zu den Gastgebern gehörten Ewa Polna, Anita Zoi, Garik Burito, Njuscha und Anna Pletneva. Derzeit wird die Sendung abwechselnd von Timur Rodriguez, Mitya Fomin und Khabib Sharipov moderiert. Die ukrainischsprachige Version der Charts, die im November 2021 eingeführt wurde, wird von Jerry Heil, Artyom Pivovarov und anderen Stars der ukrainischen Popmusik moderiert.

### Top Hit Live-Konzerte
Jährliche Konzerte mit den Führern der Quoten und anderen russischen Popstars (seit 2005).

### TopHit Spy
Automatisches System zur Überwachung der Radiowellen, um die am häufigsten gespielten Titel zu ermitteln. Seit 2017 hat TopHit damit begonnen, den Äther von Partner-Radiosendern rund um die Uhr unabhängig zu überwachen, um Daten zu erhalten (die Anzahl der Sender näherte sich zu diesem Zeitpunkt der Tausendergrenze).

### TopHit Pay
Ein System zum Sammeln von Spenden („Donates“) für Musiker.

## TopHit Music Awards

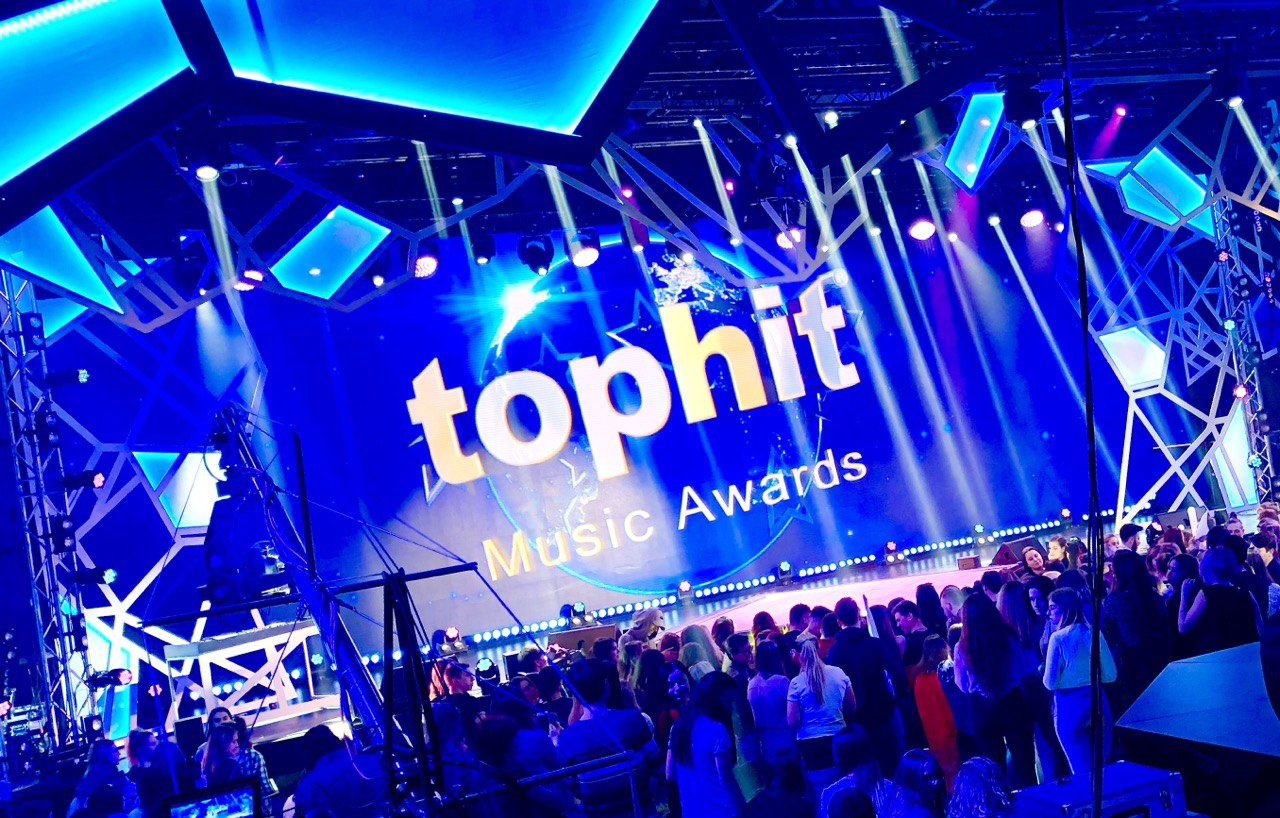
Bühne der TopHit Music Awards

TopHit Music Awards ist ein Musikpreis, der jährlich von TopHit a die Künstler der beliebtesten Hits im Radio und im Internet sowie an Songschreiber, Produzenten und Plattenfirmen verliehen wird. In Russland werden die Preise im Rahmen jährlicher Zeremonien in Moskau verliehen. Im April 2020 wurden bei den Top Hit Music Awards Ukraine zum ersten Mal die besten Interpreten, Autoren und Plattenfirmen der Ukraine ausgezeichnet.
Sängerin Yolka beschrieb die Preise wie folgt: Es gibt Image-Musikpreise, die sind nicht schlecht, die sind toll, aber sie sind alle ein bisschen subjektiv, weil eine Gruppe von Leuten darüber entscheidet. Aber TopHit ist reine Statistik, und das macht es so großartig. Da es sich um einen statistischen Querschnitt handelt, der nicht angezweifelt werden kann, handelt es sich um Fakten, die nicht in Frage gestellt werden können. Es handelt sich um eine rein berufliche Auszeichnung, und wenn man sie erhält, feiert man seinen Erfolg und den Erfolg seines Teams. Im Jahr 2020 wurde Yolka mit einem Sonderpreis von TopHit als „Künstlerin des Jahrzehnts“ geehrt, da laut TopHit „ihre Songs in den letzten 10 Jahren mehr als 19 Millionen Mal auf verschiedenen Radiosendern gespielt wurden“.
Im Rahmen der jährlichen TopHit Music Awards werden Künstler und Schöpfer beliebter Radiohits in die TopHit Hall of Fame aufgenommen. Die TopHit-Partner-Radiosender wählen ihre 10 Nominierten jedes Jahr per Abstimmung. Die derzeitigen Mitglieder der Ruhmeshalle wählen in geheimer Abstimmung die beiden ihrer Meinung nach würdigsten aus, die dann als neue Mitglieder in den „Starclub“ aufgenommen werden.

## Leistungsbewertungen
Im Jahr 2012 äußerten die Experten der InterMedia Information Holding, Jewgeni Safronow und Alexei Maschajew, die Meinung, dass die von dem Unternehmen erstellten Charts nicht das vollständige Bild der Popularität von Künstlern in Russland widerspiegeln können, da TopHit ebenso wie Moskva.FM die Radiohörer erforscht. Dennoch hielten Experten die Charts des Portals für professionell.
Boris Barabanow wies auch darauf hin, dass die Tätigkeit des Portals den Fachleuten der Musikindustrie besser bekannt ist als der breiten Öffentlichkeit. Eine der produktivsten chartbasierten Ressourcen ist TopHit. Es handelt sich dabei um einen in Fachkreisen durchaus anerkannten Mechanismus, der es den Urhebern von Werken ermöglicht, diese auf der Website für Radiosender zum Download bereitzustellen. Die Sender, die den Titel heruntergeladen haben, melden, ob er gesendet wurde und wie groß die Nachfrage ist, wenn er gesendet wurde. Das TopHit-Modell wird auf dem Markt als sehr effektiv angesehen, schreibt der Autor. Guru Ken bezeichnete TopHit als den Marktführer im Bereich der Bereitstellung von Medieninhalten für den Rundfunk. Auch Anastasia Markina bezeichnete das Portal in der Zeitschrift Kompanija als führend in seinem Marktsegment und bemerkte: TopHit hat mehr als 400 Radiosender und mehr als 60 Fernsehsender unter seinen Fittichen. Andererseits arbeiten mehr als tausend Rechteinhaber mit dem Portal zusammen, darunter die meisten Plattenfirmen, darunter die Musik-Majors Sony Music, Universal Music, Warner Music und EMI/Gala Records (bis 2020 wird die Zahl der Rechteinhaber-Partner 5.000 übersteigen).
Dmitry Konnov, der Generaldirektor von Universal Music Russland, erwähnte in seinem Vortrag vor den Zuhörern von RMA (einem Kurs für Fachleute im Musikgeschäft), als er über die Aussichten der Förderung russischsprachiger Musik sprach, dass wenn es die große Popularität ist, die Sie anzieht, würde ich Ihnen raten, russischsprachige Musik zu spielen und russischsprachige Künstler zu fördern, nicht genau auf Billboard zu schauen, sondern ein Auge auf TopHit zu haben.